# Maria Rentmeister

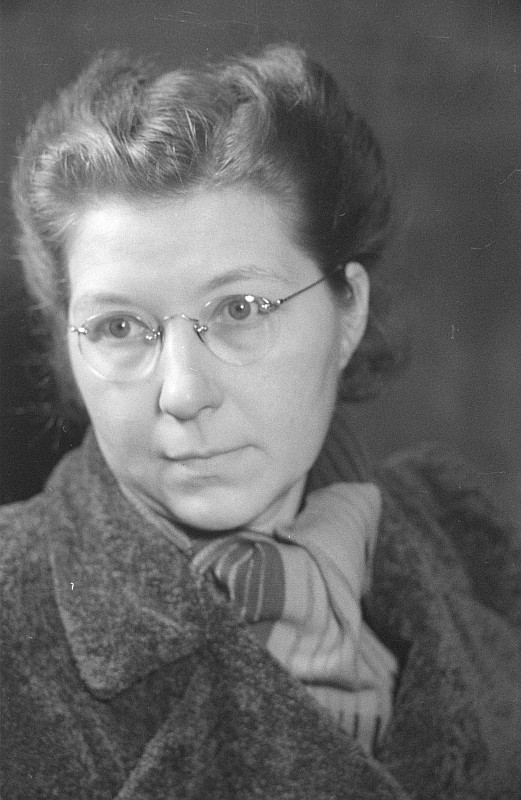
Maria Rentmeister, 1946

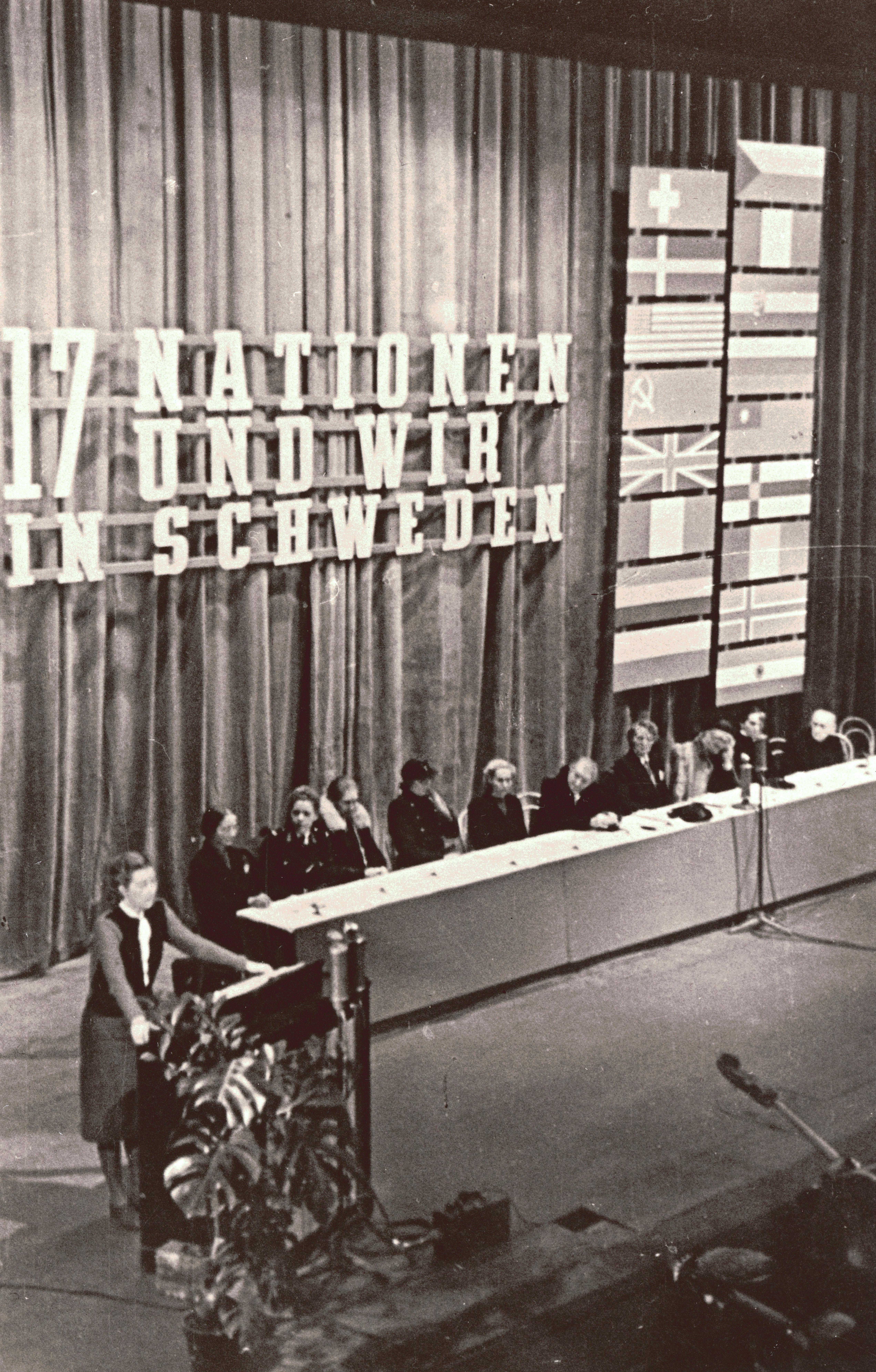
Maria Rentmeister referiert am 16. November 1947 auf der DFD-Veranstaltung im Admiralspalast Berlin

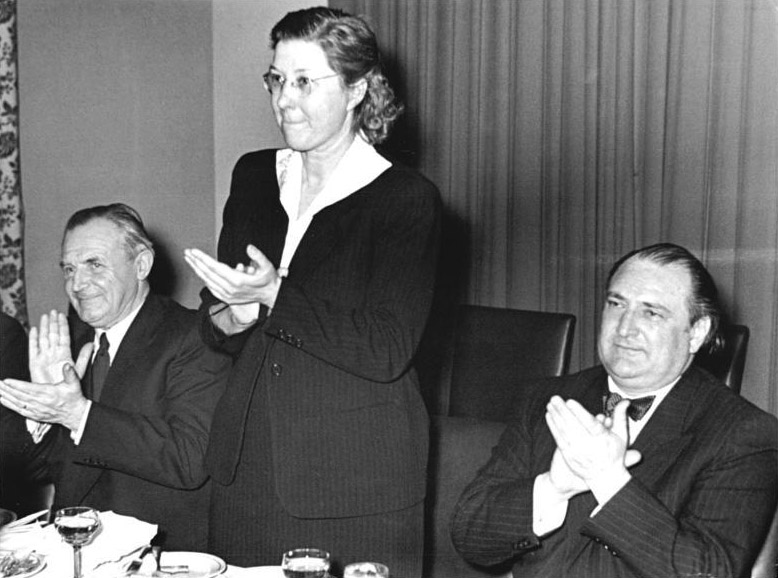
Maria Rentmeister mit Franz Konwitschny (rechts) und Hans Finow (links), 1954

Maria Rentmeister (* 27. Januar 1905 in Sterkrade; † 10. Mai 1996 in Berlin) war eine deutsche Widerstandskämpferin gegen den Nationalsozialismus, Frauen- und Kulturpolitikerin und erste Generalsekretärin des Demokratischen Frauenbunds Deutschlands (DFD).

## Leben
Rentmeisters Vater war selbstständiger Schneidermeister, Vorsitzender der Schneiderinnung und Zentrums-Stadtverordneter in Sterkrade. Ihre Mutter Käthe Rentmeister war politisch aktiv tätig, zuerst in der SPD und ab 1930 als Mitglied der KPD, ununterbrochen in Haft ab 1934, ab 1939 bis zur Befreiung 1945 als Häftling Nr. 41 im KZ Ravensbrück. Maria war die älteste Schwester von Franz, Robert, Hans, Willi und Else Rentmeister.
Nach dem Abschluss der Volksschule und der Handelsschule absolvierte Maria Rentmeister eine kaufmännische Ausbildung.
1927 wurde sie Mitglied der Sozialistischen Arbeiter-Jugend. 1929 ging sie in die USA, wo sie in Milwaukee/Wisconsin unter anderem als Arbeiterin tätig war und Englisch lernte. Nach ihrer Rückkehr 1932 wurde sie Mitglied der KPD und übernahm die Leitung des Frauenreferats in der Unterbezirksleitung der KPD Oberhausen; außerdem wurde sie für die KPD Stadtverordnete.
Nach 1933 leistete sie illegale politische Arbeit im Saargebiet für die KPD. Im Herbst 1934 emigrierte sie nach Paris und wurde dort Mitarbeiterin im Weltkomitee gegen Krieg und Faschismus. Sie übernahm auch die Verwaltung der Zeitschrift des Weltkomitees Weltfront, dessen Chefredakteur Albert Norden war. Hinzu kam die Tätigkeit für das Weltfrauenkomitee.

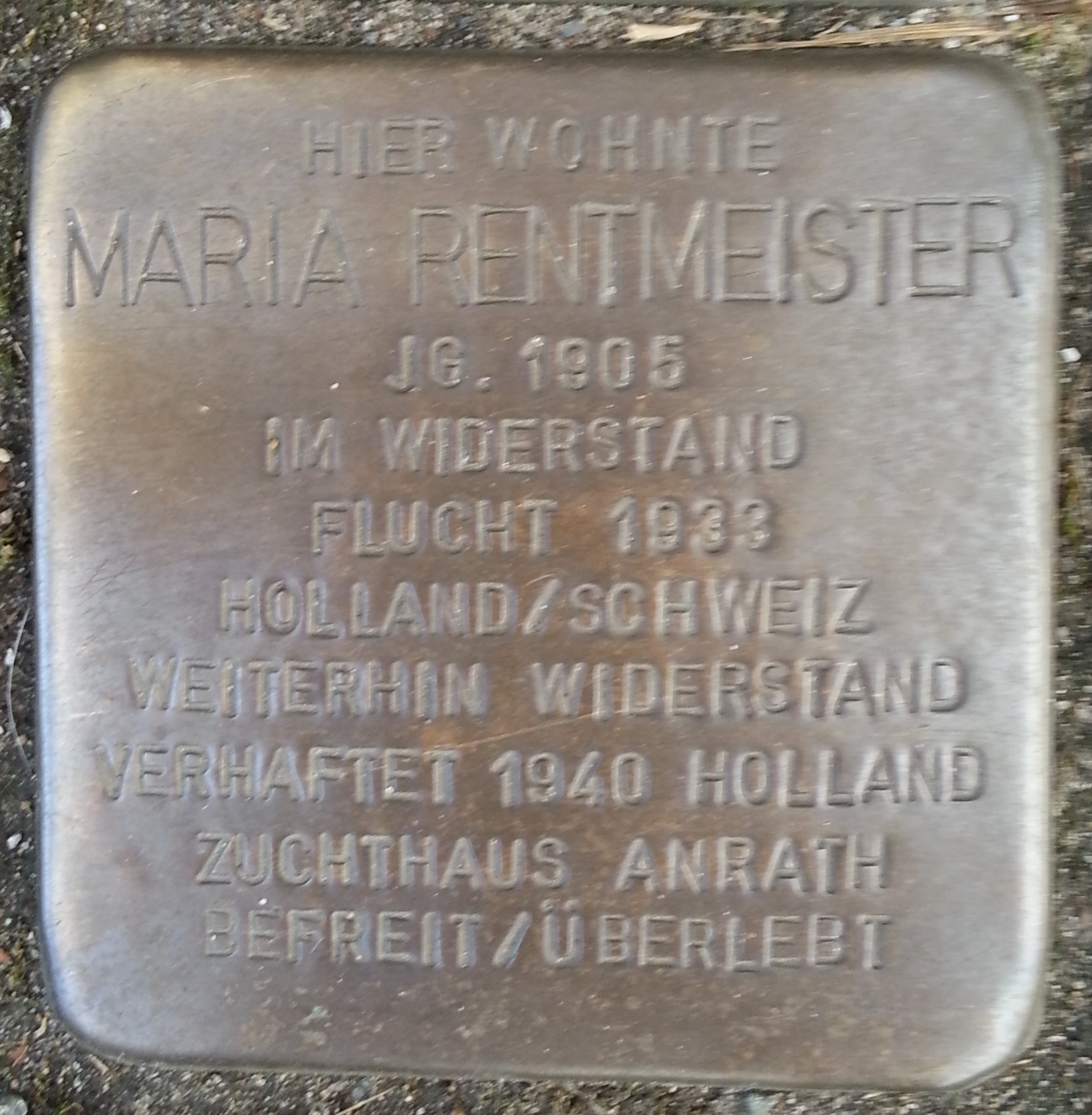
Stolperstein in Oberhausen-Sterkrade

1936 übersiedelte sie in die Niederlande und führte dort Lehrgänge zur Politischen Bildung durch. Gleichzeitig war sie für die KPD-Abschnittsleitung West tätig durch Mitarbeit bei der Herstellung der „illegal“ nach Deutschland eingeschleusten Widerstandszeitschrift Westdeutsche Kampfblätter. 1937 wurde sie in die Schweiz delegiert und dort für die KPD-Abschnittsleitung Süd tätig. 1938 kehrte sie in die Niederlande zurück und übernahm die Koordination des kommunistischen Frauenwiderstands in Westdeutschland. In der Zeit der Emigration war sie die Lebensgefährtin von Wilhelm Beuttel.
Nach der Besetzung der Niederlande durch die Wehrmacht wurde sie von der Gestapo 1940 verhaftet und 1941 vom OLG Hamm wegen „Vorbereitung zum Hochverrat“ verurteilt. Von 1941 bis zur Befreiung vom Nationalsozialismus 1945 befand sie sich daraufhin in Haft im Zuchthaus in Anrath. 1945 gehörte sie zu den Mitbegründern der KPD in Dessau.
Im Sommer 1945 arbeitete sie als Kulturreferentin in der KPD-Bezirksleitung Berlin. Von 1945 bis zur Auflösung im November 1947 war sie Vorsitzende des Berliner Frauenausschusses. Durch die Vereinigung von SPD und KPD wurde sie Mitglied der Sozialistischen Einheitspartei Deutschlands, deren Parteivorstand sie von 1946 bis 1950 angehörte.
Von 1946 bis 1948 war sie Mitglied der Stadtverordnetenversammlung von Groß-Berlin. Bei einer Tagung des SED-Parteivorstands im Herbst 1948 wies sie in einem Redebeitrag die SED-Führung darauf hin, dass in den Betrieben „eine desolate Stimmung unter den Arbeitern“ herrsche und diese „starke antisowjetische Einstellungen“ hätten. Beim 2. Volkskongress am 17. und 18. März 1948 in Berlin wurde sie in den 1. Deutschen Volksrat gewählt.
Rentmeister war Mitbegründerin des DFD und Mitglied des ersten Bundesvorstands des DFD und von 1947 bis 1949 deren erste Generalsekretärin bzw. Bundessekretärin. Gemeinsam mit den anderen Protagonistinnen des Demokratischen Frauenbundes gilt sie aufgrund ihres Wirkens in dessen frauenbewegter Gründerinnenzeit als eine der „Mütter der Gleichberechtigung in der DDR“.
Von 1949 bis 1954 übernahm sie die Leitung der Hauptabteilung für kulturelle Aufklärung im Ministerium für Volksbildung und kümmerte sich um den Aufbau der kulturellen Auslandsbeziehungen der DDR. Von 1951 bis 1954 war sie gleichzeitig stellvertretende Vorsitzende der Staatlichen Kommission für Kunstangelegenheiten. 1954 bis 1958 übernahm sie kommissarisch die Leitung der Hauptabteilung Kunst im Ministerium für Kultur und von 1958 bis 1960 die Leitung des Bereichs Presse und Werbung beim VEB Progress Filmvertrieb. Offiziell beendete sie 1960 aus gesundheitlichen Gründen ihre berufliche Tätigkeit und arbeitete anschließend ehrenamtlich für das Institut für Marxismus-Leninismus beim ZK der SED (IML) und die Kommission für die Geschichte der örtlichen Arbeiterbewegung der SED-Bezirksleitung Berlin. Letztlich zog sie aber mit der vorzeitigen Beendigung ihrer Tätigkeit nur die Konsequenzen aus fünfzehn Jahren aufreibender Arbeit in der Ministerialverwaltung und dauernden Kompetenzstreitigkeiten mit Parteiorganen. 1990 wurde sie Mitglied der Partei des Demokratischen Sozialismus.

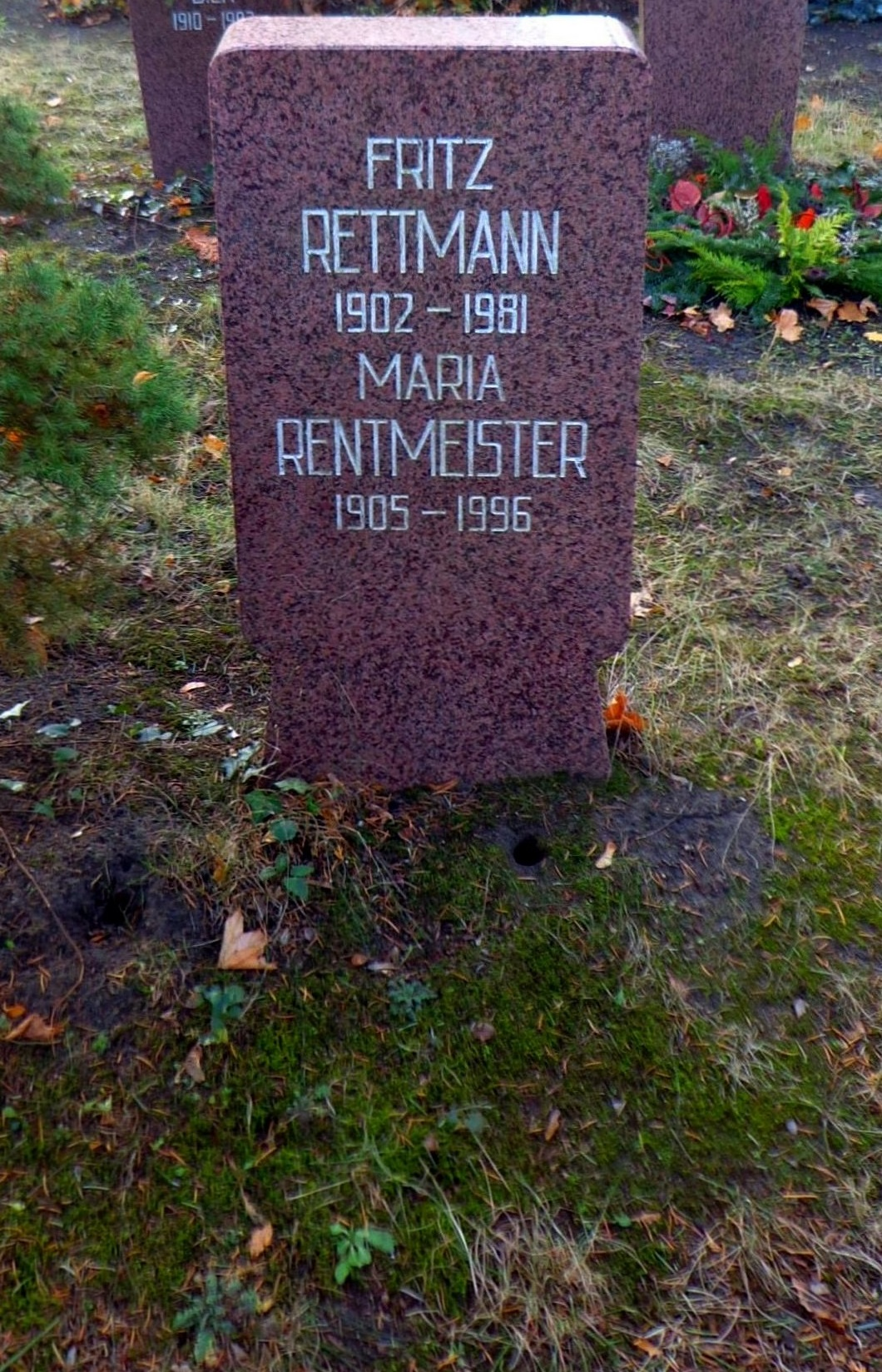
Grabstätte von Fritz Rettmann und Maria Rentmeister

Rentmeister war in erster Ehe mit dem Oberhausener Widerstandskämpfer Wilhelm Bettinger verheiratet. Die Ehe wurde geschieden. Mit Wilhelm Beuttel verband sie in der Zeit der Emigration ab 1933 eine enge Lebenspartnerschaft, bis zur Hinrichtung Beuttels 1944. An der von beiden gewünschten Heirat waren sie durch die Lebensumstände – Emigration, Illegalität – gehindert. In zweiter Ehe war Rentmeister mit Fritz Rettmann verheiratet, den sie in den 1920er Jahren durch die gemeinsame Arbeit im DMV kennengelernt hatte. Sie hatte eine Tochter. Die Kunsthistorikerin Cäcilia "Cillie" Rentmeister ist ihre Nichte.
Die Urnen von Fritz Rettmann und Maria Rentmeister wurden in der Grabanlage Pergolenweg des Berliner Zentralfriedhofs Friedrichsfelde beigesetzt.

## Schriften
- Eine lang gehegte Hoffnung ging in Erfüllung. In: Vereint sind wir alles. Erinnerungen an die Gründung der SED. Dietz-Verlag, Berlin 1966 (2. Auflage 1971).
- Kulturelle Beziehungen zu unseren Freunden. In: Die ersten Jahre. Erinnerungen. Dietz 1985.
- Im Exil erschlossen wir uns die Schätze der Kultur. In: … einer neuen Zeit Beginn. Erinnerungen. Berlin/Weimar 1981.